# هیرویوکی ناگاتو

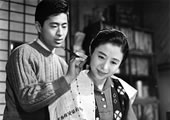
نگارهٔ هیرویوکی ناگاتو (چپ) - ۱۹۵۶

هیرویوکی ناگاتو (به ژاپنی: 長門裕之 Nagato Hiroyuki) (۱۰ ژانویه، ۱۹۳۴ – ۲۱ مه، ۲۰۱۱) هنرپیشه اهل ژاپن بود. از فیلم‌های او می‌توان به حادثه شینجوکو اشاره کرد.